# Active Body Control
Active Body Control (ABC) ist der Markenname für eine Fahrwerktechnologie (aktive Radaufhängung) von Mercedes-Benz.
Es bezeichnet ein auf einer Stahlfederung basierendes elektro-hydraulisches aktives Fahrwerkssystem, das neben der Federungs- und Dämpfungsfunktion einen Ausgleich der Nick- und Rollbewegungen des Fahrzeuges ermöglicht (Wankstabilisierung). Aufgrund der Horizontierung des Fahrzeugs durch das Hydrauliksystem brauchen ABC-Fahrzeuge keine konventionellen Stabilisatoren. Um die Funktionen zu erfüllen, ist in jedem Federbein ein vertikal verstellbarer einseitig wirkender Hydraulikzylinder (Plunger) angebracht. Er regelt kontinuierlich die jeweilige Federvorspannung. Höherfrequente Schwingungen werden durch herkömmliche Schwingungsdämpfer (Stoßdämpfer) gedämpft. Der Systemdruck wird durch eine riemengetriebene Radialkolbenpumpe bereitgestellt. Das System ist nur für Modelle mit Hinterradantrieb verfügbar. ABC-Härte kann man in zwei Stufen einstellen: Normalmodus (weicher) und Sportmodus (härter). Es sind auch drei Fahrzeugniveau-Einstellungen voreinstellbar: normal, höher, hoch. Trotz der Einstellungen passt das Fahrzeug die Härte und das Niveau automatisch an die Straßenbedingungen an, sodass der Fahrer vollständig entlastet werden kann.
1994 gab es allerdings erstmals mit dem Citroën Xantia Activa mit „Aktiver Fahrwerksstabilisierung“ (AFS) ein Fahrzeug, das Wankbewegungen der Karosserie mittels eines aktiven hydropneumatischen Fahrwerks minimiert.
Jedoch wird nur beim Active-Body-Control-Fahrwerk direkt und aktiv die Feder jedes einzelnen Rades gesteuert, weshalb Wankbewegungen vollständig unterbunden werden. ABC ist somit weltweit das erste Fahrwerk, bei dem Federung und Aufbaudämpfung aktiv gesteuert werden. Bis heute hat kein anderer Hersteller ein äquivalentes Fahrwerk entwickelt.

## Weiterentwicklung
In der damals neuen CL-Klasse Baureihe C215 debütierte ab dem Jahr 1999 dieses technische System, als erstem Auto aus deutscher Produktion, das mit einer aktiven Steuerung der Federung und Dämpfung  lieferbar war, welches dann in der verwandten Limousine Baureihe W220 (S600 und S65 AMG serienmäßig, bis auf S320 CDI/S280/S320 bei den restlichen Modellen auf Wunsch) ebenfalls verbaut wurde.
2007 wurde im Mercedes-Benz F 700 das ABC-Fahrwerk durch das Pre-Scan-System erweitert. Durch sensorische Abtastung der vorausliegenden Fahrbahn durch Laser in den beiden Scheinwerfern kann die ABC-Regelung vorausschauend agieren und so den Fahrkomfort deutlich verbessern. Siehe Abschnitt  Magic Body Control.
In der S-Klasse Baureihe 221 wurde das ABC-Fahrwerk um eine Seitenwindstabilisierung ergänzt. Seitenwindeinflüsse auf die Karossiere werden nahezu vollständig kompensiert. Als Sensoren dienen die Gierraten- und Querbeschleunigungssensoren des Elektronischen Stabilitätsprogramms (ESP, englisch: Electronic Stability Control).

## Aufgabe und Funktion der Sensoren und Aktoren
Um seine Aufgaben zu erfüllen, bezieht das System Informationen von Sensoren und steuert eine Reihe von Aktoren.

### Sensoren
Sensoren wandeln Informationen (physikalischen Größen) wie z. B. Temperatur oder dergleichen in elektrische Signale und senden sie weiter.

#### Drucksensor
Der Drucksensor meldet dem Steuergerät den jeweiligen Hydraulikdruck. Dieser wird über das Saugdrosselventil auf ca. 180–210 Bar geregelt.

#### Öltemperatursensor
Er misst die Hydrauliköltemperatur im Rücklauf.

#### Wegsensoren im Hydraulikzylinder (Plunger)
Er übermittelt dem Steuergerät die jeweilige Ist-Position der Stellzylinder im Federbein.
Diese Sensoren sind seit Einführung des W221 (Vorgängermodell der aktuellen S-Klasse) durch Drucksensoren an jedem Plunger (Federbeindruck) ersetzt worden.

#### Niveausensoren
Sie erfassen über die jeweilige Querlenkerstellung das aktuelle Niveau des Fahrzeugaufbaus. Mit veränderbaren Gewindestangen können die Fahrzeuge um bis zu 80 mm tiefergelegt werden ohne, dass das Fahrwerk selbst aufwendig umgebaut werden muss.

#### Aufbau und Beschleunigungssensoren
Sie dienen zur Messung der Vertikalbeschleunigung des Fahrzeugbaus. Sie bestehen aus elektronischen Schwingungsbausteinen, die ihre Signale an das Steuergerät senden. Sie werden benötigt, um Hubbewegungen des Aufbaus erfassen zu können.

#### Quer- und Längsbeschleunigungssensoren
Sie ermitteln die Quer- und Längsdynamik des Fahrzeuges und werden zur Kompensation von Wank- und Nickbewegungen benötigt.

#### Signalerfass- und Ansteuermodul (SAM)
Es aktiviert das Steuergerät durch die Fernbedienung, die Türkontaktschalter oder die Kofferraumbeleuchtung. Das Steuergerät überprüft das Fahrzeugniveau, um es gegebenenfalls auf das vorgewählte Niveau abzusenken.

### Aktoren

#### Saugdrosselventil
Das Saugdrosselventil reguliert die von der Ölpumpe angesaugte Ölmenge, sodass ein Öldruck von 180 bar bis 210 bar im ABC-System aufgebaut und gehalten werden kann. Im stromlosen Zustand ist das Ventil geschlossen, um den Druck im System zu halten.

#### Regelventile
Durch Ansteuerung der Regelventile werden die Stellzylinder bewegt. Dadurch senkt bzw. hebt sich der Aufbau am entsprechenden Rad. Hierdurch kann die Anpresskraft der Räder kurzzeitig erhöht werden, d. h. stärkere Bodenhaftung.

#### Sperrventile
Sie werden bei stehendem Motor, Stillstand des Fahrzeuges und auftretenden Fehlern geschlossen, um Druckverlust zu vermeiden. Damit wird auch z. B. beim Radwechsel oder bei Arbeiten auf einer Hebebühne ein Auseinanderziehen der Stellzylinder verhindert.

## Regelvorgänge

### Starten
Beim Öffnen der Fahrzeugtür wird über das Signal- und Ansteuermodul das ABC-Steuergerät aktiviert. Über die Niveausensoren wird das Ist-Niveau mit dem Soll-Niveau verglichen. Entspricht das Ist- nicht dem Soll-Niveau, werden die entsprechenden Regelventile angesteuert und das Fahrzeug auf Soll-Niveau gebracht.

### Kurvenfahrt
Bei Kurvenfahrt registriert der Querbeschleunigungs-Sensor die Fliehkräfte und übermittelt sie an das Steuergerät. Aus den Raddrehzahlen vorne rechts und vorne links, die über den CAN-Bus an das Steuergerät weitergeleitet werden, erkennt dieses, ob es sich um eine Links- oder Rechtskurve handelt.
Bei einer Kurve steuert das Steuergerät die Regelventile so an, dass die Plunger auf der Kurvenaußenseite ausfahren und damit die Federn vorgespannt werden. Gleichzeitig werden die Plunger auf der Kurveninnenseite eingefahren und damit die Federn entspannt. Ein Wanken des Aufbaus kann so nahezu vermieden werden. Über die Niveausensoren wird das Ist-Niveau mit dem Soll-Niveau verglichen. Im ABC Sportmodus wird das Fahrzeug sogar in die Kurve geneigt.

### Beschleunigung/Bremsen
Beim Beschleunigen/Bremsen registriert der Längsbeschleunigungssensor Beschleunigungskräfte in Fahrzeuglängsrichtung. Das Signal wird dem Steuergerät übermittelt, das daraufhin die Regelventile so ansteuert, dass Nickbewegungen des Fahrzeugaufbaus unterbunden werden.

### Geradeausfahrt
Bei Geradeausfahrt erhält das Steuergerät über den CAN-Bus die Information der Fahrzeuggeschwindigkeit. Automatisch wird das Fahrzeugniveau durch Ansteuerung der Regelventile durch das Steuergerät je nach vorgewähltem Kennfeld abgesenkt. Durch Fahrerwunsch (Betätigungen des Niveauschalters) kann das Fahrzeug um 25 mm bzw. 50 mm angehoben werden.

### Vertikalschwingungen
Schwingt das Fahrzeug auf Grund von Fahrbahnunebenheiten in Richtung Hochachse, werden diese Bewegungen von den Aufbau-Beschleunigungssensoren an das Steuergerät übermittelt. Die Niveau-Sensoren melden den Anschlag ebenfalls an das Steuergerät, dieses steuert die Regelventile daraufhin im Rahmen des vorgewählten Kennfeldes (z. B. Sport, Komfort) so an, dass die Schwingungen des Aufbaus gedämpft und ausgeglichen werden.

## Magic Body Control
2013 hat die Mercedes-Benz Baureihe 222 das neue vorausschauende aktive Fahrwerk Magic Body Control eingeführt, das mithilfe von Stereokameras (Road Surface Scan) Fahrbahnunebenheiten im Vorfeld erkennt und die Dämpfer rechtzeitig anpasst. Es basiert auf dem Active-Body-Control-Fahrwerk aus der Vorgängerbaureihe 221. Die Messgenauigkeit der Stereokamera liegt zwischen einem und zwei Millimetern und umfasst fünf bis 15 Meter des sich vor dem Fahrzeug befindenden Bereiches. Auf diese Weise sollen auch Aufbaubewegungen der Karosserie kompensiert werden. Das System funktioniert nur tagsüber bei guten Sichtbedingungen und unbedecktem Fahrbahnbelag (nicht bei Nässe) sowie bis zu einer Geschwindigkeit von 130 km/h. Zudem ist die Art der Fahrbahnunebenheit von Bedeutung. Während auf Bodenwellen gut reagiert werden kann, ist dies bei Kanten und Schlaglöchern nicht der Fall. Mit der Modellpflege im Jahr 2017 soll das System bis zu einer Geschwindigkeit von 180 km/h funktionieren.
2014 wurde im A 217 Magic Body Control um die Kurvenneigefunktion erweitert. Diese Kurvenneigefunktion reduziert die auf die Insassen wirkende Querbeschleunigung.

## Nachteile der ABC Federung
Die teilweise aus Gummi und teilweise aus Metall gefertigten Hydraulikleitungen halten etwa 10 Jahre lang, danach ist mit Ölverlust auf den Verbindungen zwischen den beiden Materialien zu rechnen. Hoher Ölverlust führt zur  Zerstörung der Tandempumpe. Die Tandempumpe liefert den Öldruck sowohl der ABC Federung als auch der Lenkung (zwei getrennte Kreise).
Um die Hydraulikleitungen zu erneuern muss man deutlich in den Motorraum eingreifen. Die (CL) 215 und (S) 220 Modelle wurden ursprünglich nicht für die ABC Federung konzipiert und daher gibt es zahlreiche Kreuzungen und Komplikationen mit anderen Komponenten des Motorraums.
Ein weiterer Nachteil jeder bisher gebauten Aktivfederung (auch bei Citroen) ist eine auftretende Rückkopplung der Federung mit Vibrationen der Fahrbahn (Brücken) und Nebenfahrzeugen (mit Dieselmotoren) bei niedrigen Frequenzen in niedrigen Geschwindigkeiten (im Stau), die im Fahrgastraum deutlich spürbar sind.

## Fahrzeuge
- Mercedes-Benz C 112
- Mercedes-Benz Vario Research Car
- Mercedes-Benz F 200
- Mercedes-Benz C 215
- Mercedes-Benz W 220
- Mercedes-Benz R 230
- Mercedes-Benz W 221
- Mercedes-Benz C 216
- Mercedes-Benz R 231
- Mercedes-Benz W 222: Magic Body Control
- Mercedes-Benz C 217: Magic Body Control